# Adolf Roth

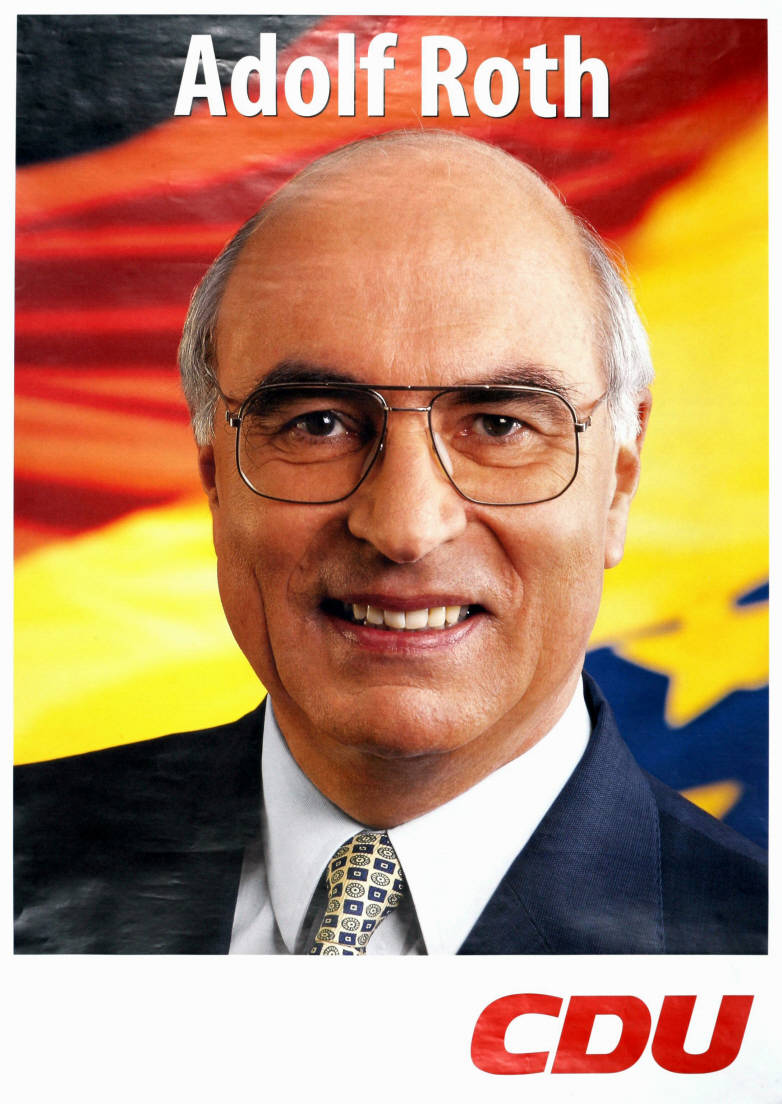
Kandidatenplakat zur Bundestagswahl 1998

Adolf Roth (* 15. September 1937 in Gießen) ist ein deutscher Volkswirt und Politiker (CDU).

## Werdegang und Beruf
Roth wurde als Sohn eines Kaufmanns geboren. Nach dem Besuch der Volksschule und dem Abitur 1957 an der Oberschule in Gießen leistete Roth zunächst Wehrdienst. Der Bundeswehr blieb er als Reservist verbunden, zuletzt im Rang eines Fähnrichs der Reserve. 1958 nahm er ein Studium der Wirtschaftswissenschaften an der Johann Wolfgang Goethe-Universität in Frankfurt am Main und an der Albert-Ludwigs-Universität in Freiburg im Breisgau auf, das er 1962 mit der Prüfung zum Diplom-Volkswirt beendete. Während seines Studiums wurde er Mitglied der katholischen Studentenverbindungen K.D.St.V. Moeno-Franconia Frankfurt am Main und K.D.St.V. Falkenstein Freiburg im CV.
Nach Abschluss seines Studiums arbeitete Roth zunächst in kaufmännischer Tätigkeit im Mineralölgroßhandel seines Vaters. Von 1965 bis 1968 war er als wissenschaftlicher Assistent an der Justus-Liebig-Universität Gießen beschäftigt, machte sich dann aber als Kaufmann selbständig und wurde Mitinhaber des väterlichen Unternehmens. Außerdem war er seit 1970 Mitglied der Vollversammlung der Industrie- und Handelskammer Gießen.

## Parteiarbeit
Roth trat 1957 der CDU bei, schloss sich der Jungen Union an und war von 1968 bis 1972 Mitglied im Landesvorstand der JU Hessen. Von 1975 bis 1996 war er Vorsitzender des CDU-Kreisverbands Vogelsberg.

### Landtagsabgeordneter
Roth war von 1968 bis 1975 Ratsmitglied der Stadt Gießen. Er wurde 1970 in den Hessischen Landtag gewählt und war dort wirtschaftspolitischer Sprecher sowie stellvertretender Vorsitzender der CDU-Fraktion. Später leitete er den Landtagsausschuss für Wirtschaft und Technik. Am 15. März 1983 legte er sein Landtagsmandat nieder, nachdem er zuvor in den Bundestag gewählt worden war.

### Bundestagsabgeordneter
Dem Deutschen Bundestag gehörte Roth von 1983 bis 2002 an. Von 1993 bis 1998 war er Vorsitzender der Arbeitsgruppe Haushalt der Unionsfraktion, und von 1998 bis 2002 war er Vorsitzender des Haushaltsausschusses. Im Parlament vertrat er den Wahlkreis Gießen.

## Ehrungen
- 1979: Verdienstkreuz am Bande der Bundesrepublik Deutschland
- 1998: Großes Verdienstkreuz der Bundesrepublik Deutschland
- 2014: Alfred-Dregger-Medaille in Silber[1]